# Ho Ching
Ho Ching (en xinès: 何晶; pinyin: Hé Jīng; Wade–Giles: Ho² Ching¹; Yale del cantonès: Hòh Jīng;; nascuda el 27 de març de 1953) és una executiva i empresària de Singapur que ha exercit com a executiva en cap (CEO) i directora executiva de Temasek Holdings (companyia d'inversions del govern) des del gener del 2004 i el maig del 2002 respectivament. Es retirarà de tots dos càrrecs l’1 d’octubre de 2021. És la parella del tercer i actual primer ministre de Singapur, Lee Hsien Loong.
Ho es va incorporar per primera vegada a Temasek Holdings com a directora el gener del 2002. Es va convertir en la seva directora executiva el maig del 2002 i va ser nomenada executiva en cap pel llavors primer ministre Goh Chok Tong el gener del 2004. En la llista del 2020 de Forbes figura com la 30a dona més poderosa del món, i és una de les úniques 4 dones al món que hi ha figurat ininterrompudament des de la seva primera edició el 2004.

## Primers anys de vida
Va néixer el 27 de març de 1953 a Singapur. Va completar els seus estudis secundaris a Crescent Girls' School. Ho va esdevenir una de les millors estudiants per als exàmens de nivell "A" de la seva promoció al National Junior College, on va ser nomenada estudiant de l'any. Després va anar a l’aleshores Universitat de Singapur (ara la Universitat Nacional de Singapur) i es va graduar el 1976 amb una llicenciatura en enginyeria (elèctrica, amb matrícula d'honor). El 1982, Ho es va graduar en un màster en ciències (enginyeria elèctrica) a la Universitat Stanford.

## Carrera
Ho va començar la seva carrera com a enginyera al Ministeri de Defensa de Singapur el 1976. El 1983 es va convertir en la directora de l’Organització de Material de Defensa, l’agència de contractació de la defensa del Ministeri, i alhora va ocupar el càrrec de subdirectora de l’Organització de Ciències de la Defensa. Es va incorporar a Singapore Technologies el 1987 com a subdirectora d'enginyeria i va assumir diverses funcions superiors abans de convertir-se en presidenta i directora executiva el 1997. Se li atribueix la reposició i el creixement del grup en els cinc anys que el va dirigir. Per exemple, va ser l'arquitecta de Singapore Technologies Engineering com a empresa cotitzada d'enginyeria de defensa més gran a Àsia el 1997 i va exercir de primera presidenta.
Ho es va unir a Temasek Holdings com a directora el gener del 2002 i va arribar a ser-ne la directora executiva el maig del 2002. L'aleshores president de Temasek Holdings, antic ministre del gabinet S. Dhanabalan, va dir que Ho era la millor persona per al lloc de treball per "la seva voluntat d'assumir riscos calculats". Va assumir el paper d'executiva en cap de Temasek l'1 de gener de 2004. Se li atribueix àmpliament la transformació de Temasek, una companyia d’inversions propietat del govern de Singapur, d’una empresa centrada en Singapur a una inversora activa a l'Àsia i al món.
Ho té una sòlida trajectòria en el servei públic, sobretot per haver estat presidenta de l’Institut de Normes i Recerca Industrial de Singapur i com a vicepresidenta de l'Agència de Productivitat i Estàndards i de l'Agència de Desenvolupament Econòmic.
Després de 17 anys a Temasek, l'empresa ha augmentat la seva cartera fins a superar els 313.000 milions de dòlars.
Ho deixarà el càrrec d'executiva en cap i directora executiva l’1 d’octubre de 2021. La succeirà Dilhan Pillay Sandrasegara, que continuarà ocupant simultàniament el seu nou nomenament amb el càrrec de directora executiva de Temasek International (TI).

## Honors
El 1995, Ho va rebre el premi Distinguished Engineering Alumnus de la Universitat Nacional de Singapur. També és professora honorària del Institution of Engineers de Singapur.
Pel seu servei públic, el Govern de Singapur li va atorgar la Medalla de l’Administració Pública de Singapur (plata, 1985) i el premi Public Service Star (1996).
Ho ha aparegut en molts rànquings de les persones més poderoses i influents del món. El 2007, Ho va ser escollida com una dels "100 homes i dones més influents" que van donar forma al món segons la revista TIME. També el 2007, la revista Forbes la va classificar en el tercer lloc de la llista anual de dones més poderoses del món, per darrere de la cancellera alemanya Angela Merkel i del viceprimer ministre xinès Wu Yi. Ho havia pujat 33 llocs des del 36è lloc de la llista de l'any anterior.
El 2011, Ho va ser inclosa al rànquing 50 Most Influential de la revista Bloomberg Markets.
El 2013, Ho va ser classificada en el novè lloc del rànquing Public Investor 100 elaborat pel Sovereign Wealth Fund Institute.
El 2014 va ser catalogada com la 59a dona més poderosa del món per Forbes. Al juny, Ho també va ser guardonada amb el premi 2014 als líders empresarials asiàtics. El premi anual Asia House reconeix les persones que encarnen el "líder servidor": èxit econòmic i excel·lència professional acompanyats de lideratge moral i servei a la societat. Asia House és un centre d’expertesa a Àsia i l’organització panasiàtica líder al Regne Unit. Es va convertir en la 30a dona més poderosa el 2016.
El 2019, va ser classificada com a número 23 a la llista Power Women 2019 de Forbes, mentre que el 2020 va tornar a ocupar la 30a posició.

## Filantropia
A títol personal, Ho Ching dona suport a diverses organitzacions benèfiques i de serveis comunitaris. Té un interès especial per l'educació de persones amb necessitats especials, la salut i el benestar i el desenvolupament de la infància. És la patrona de l’Hospici d’Assís i la presidenta fundadora de Trailblazer Foundation Ltd, una organització benèfica que proporciona finançament per a l'educació, la salut, l'esport i el benestar comunitari. El març de 2014, Ho va ser inclosa al Saló de la Fama de les Dones de Singapur del Consell d'Organitzacions de Dones de Singapur, que homenatja les dones destacades de Singapur en tots els àmbits de treball.
L'agost de 2016, Ho va rebre valoracions positives quan, en una visita estatal a la Casa Blanca per commemorar els 50 anys de relacions bilaterals entre els EUA i Singapur, va portar una bossa dissenyada per un estudiant autista de Pathlight School (sota el seu programa de desenvolupament d’artistes). Ho és assessora del Autism Resource Center (ARC), un organisme benèfic sense ànim de lucre a càrrec de Pathlight School, i havia adquirit la bossa en un esdeveniment de recaptació de fons d'ARC. Ho també és patrona de l'Associació d'Autisme de Singapur.

## Vida personal
Ho és la més gran de quatre fills de l'empresari retirat Ho Eng Hong i de Chan Chiew Ping. Ella té dos germans i una germana. La seva germana Ho Peng és la presidenta de la Junta d'Exàmens i Avaluació de Singapur, mentre que el germà petit Ho Sing és el director executiu de Starhill Global REIT (empresa promotora de centres comercials). Va conèixer el seu marit, Lee Hsien Loong, l'actual primer ministre de Singapur i fill gran de l'ex primera ministra de Singapur, Lee Kuan Yew, mentre començava la seva carrera al Ministeri de Defensa juntament amb l'exprimer ministre Goh Chok Tong. Es van casar el 17 de desembre de 1985 i tenen dos fills, Hongyi i Haoyi. Ho és alhrora madrastra dels dos fills de Lee del seu primer matrimoni: la filla Xiuqi i el fill Yipeng.